# Belmonde Z
Belmonde Z de son vrai nom Belmonde Zinsou, est un artiste chanteur, parolier.

## Genre musical
Belmonde Z fait de la Salsa, de la musique traditionnelle,de la musique moderne et de la Rumba,.

## Distinctions
Meilleur artiste béninois de salsa

## Discographie
Belmonde Z a à son actif 7 albums dont,,:  
- Sèdé: 2005,
- Merci: 2012,
- Le Maxy de transition: 2022,
- 100 % Salsa-Rumba: 2022.

## Vie privée
Le 7 janvier 2012 Belmonde Z en compagnie de plusieurs artistes chanteurs, compositeurs et acteurs béninois est victime d'un accident à bord d'un mini bus à Dassa dans le département des Collines de  retour d'un concert collectif. Après quelques semaines d’hospitalisation au centre hospitalier départemental Ouémé-Plateau où il subit une opération chirurgicale au niveau de la jambe, il est évacué au centre hospitalier Universitaire Hubert Koutoukou Maga de Cotonou en raison de sa santé post-opération qui a dramatiquement chuté. Après des mois de convalescence, il en ressort.
En avril 2021, près d'un an après la mort de son fils Crisbel de 8 ans le vendredi 17 juillet 2020, Belmonde Z perd sa petite sœur Fidèle Alida Zinsou,.